# Ethiopië op de Olympische Zomerspelen 2024
Ethiopië nam deel aan de Olympische Zomerspelen 2024 in Parijs, Frankrijk

## Medailleoverzicht
| Medaille | Naam           | Sport    | Onderdeel    | Datum            |
| -------- | -------------- | -------- | ------------ | ---------------- |
| Goud     | Tamirat Tola   | Atletiek | Marathon (m) | 10 augustus 2024 |
|          |                |          |              |                  |
| Zilver   | Berihu Aregawi | Atletiek | 10 km (m)    | 2 augustus 2024  |
| Zilver   | Tsige Duguma   | Atletiek | 800 m. (v)   | 5 augustus 2024  |
| Zilver   | Tigst Assefa   | Atletiek | Marathon (v) | 11 augustus 2024 |

## Aantal Deelnemers
Hieronder volgt een overzicht van de atleten die zich kwalificeerdeen voor de Olympische Zomerspelen van 2024.
| Sport    | Mannen | Vrouwen | Totaal |
| -------- | ------ | ------- | ------ |
| Atletiek | 16     | 17      | 33     |
| Zwemmen  | 0      | 1       | 1      |
| Totaal   | 16     | 18      | 34     |

## Deelnemers en Resultaten

### Atletiek

#### Loopnummers
Mannen
| atleet           | onderdeel           | series   | series | herkansingen | herkansingen | halve finale   | halve finale   | finale         | finale         |
| atleet           | onderdeel           | tijd     | rang   | tijd         | rang         | tijd           | rang           | tijd           | rang           |
| ---------------- | ------------------- | -------- | ------ | ------------ | ------------ | -------------- | -------------- | -------------- | -------------- |
| Abdisa Fayisa    | 1500 m              | 3.39,67  | 14 H   | 3.36,82      | 10           | niet geplaatst | niet geplaatst | niet geplaatst | niet geplaatst |
| Ermias Girma     | 1500 m              | 3.35,21  | 1 Q    | bye          | bye          | 3.40,27        | 12             | niet geplaatst | niet geplaatst |
| Samuel Tefera    | 1500 m              | 3.37,34  | 6 Q    | bye          | bye          | 3.33,02        | 9              | niet geplaatst | niet geplaatst |
| Hagos Gebrehiwot | 5000 m              | 14.08,18 | 2 Q    | n.v.t.       | n.v.t.       | n.v.t.         | n.v.t.         | 13.15,32       | 5              |
| Biniam Mehary    | 5000 m              | 13.51,82 | 2 Q    | n.v.t.       | n.v.t.       | n.v.t.         | n.v.t.         | 13.15,99       | 6              |
| Addisu Yihune    | 5000 m              | 13.52,62 | 8 Q    | n.v.t.       | n.v.t.       | n.v.t.         | n.v.t.         | 13.22,33       | 14             |
| Berihu Aregawi   | 10 000 m            | n.v.t.   | n.v.t. | n.v.t.       | n.v.t.       | n.v.t.         | n.v.t.         | 26.43,44       | Zilver         |
| Selemon Barega   | 10 000 m            | n.v.t.   | n.v.t. | n.v.t.       | n.v.t.       | n.v.t.         | n.v.t.         | 26.44,48       | 7              |
| Yomif Kejelcha   | 10 000 m            | n.v.t.   | n.v.t. | n.v.t.       | n.v.t.       | n.v.t.         | n.v.t.         | 26.44,02       | 6              |
| Samuel Firewu    | 3000 m steeplechase | 8.11,61  | 2 Q    | n.v.t.       | n.v.t.       | n.v.t.         | n.v.t.         | 8.08,87        | 6              |
| Lamecha Girma    | 3000 m steeplechase | 8.23,89  | 1 Q    | n.v.t.       | n.v.t.       | n.v.t.         | n.v.t.         | DNF            | DNF            |
| Getnet Wale      | 3000 m steeplechase | 8.18,25  | 3 Q    | n.v.t.       | n.v.t.       | n.v.t.         | n.v.t.         | 8.12,33        | 9              |
| Kenenisa Bekele  | marathon            | n.v.t.   | n.v.t. | n.v.t.       | n.v.t.       | n.v.t.         | n.v.t.         | 2.12.24        | 39             |
| Deresa Geleta    | marathon            | n.v.t.   | n.v.t. | n.v.t.       | n.v.t.       | n.v.t.         | n.v.t.         | 2.07.31        | 5              |
| Tamirat Tola     | marathon            | n.v.t.   | n.v.t. | n.v.t.       | n.v.t.       | n.v.t.         | n.v.t.         | 2.06.26 OR     | Goud           |
| Misgana Wakuma   | 20km snelwandelen   | n.v.t.   | n.v.t. | n.v.t.       | n.v.t.       | n.v.t.         | n.v.t.         | 1.19.31        | 6              |

Vrouwen
| atlete            | onderdeel           | series     | series | herkansingen | herkansingen | halve finale   | halve finale   | finale         | finale         |
| atlete            | onderdeel           | tijd       | rang   | tijd         | rang         | tijd           | rang           | tijd           | rang           |
| ----------------- | ------------------- | ---------- | ------ | ------------ | ------------ | -------------- | -------------- | -------------- | -------------- |
| Worknesh Mesele   | 800 m               | 1.58.07 PB | 1 Q    | bye          | bye          | 1.58,06        | 2 Q            | 1.58,28        | 6              |
| Habitam Alemu     | 800 m               | 2.02,19    | 7 H    | 2.02,73      | 6            | niet geplaatst | niet geplaatst | niet geplaatst | niet geplaatst |
| Tsige Duguma      | 800 m               | 1.57,90    | 1 Q    | bye          | bye          | 1.57,47        | 1 Q            | 1.57,15        | Zilver         |
| Birke Hayelom     | 1500 m              | 4.07,15    | 13 H   | 4.01,47      | 1 Q          | 4.03,11        | 10             | niet geplaatst | niet geplaatst |
| Dirbe Welteji     | 1500 m              | 3.59,73    | 1 Q    | bye          | bye          | 3.55,10        | 1 Q            | 3.52,75 PB     | 4              |
| Gudaf Tsegay      | 1500 m              | 3.58,84    | 1 Q    | bye          | bye          | 3.56,41        | 4 Q            | 4.01,27        | 12             |
| Gudaf Tsegay      | 5000 m              | 14.57,84   | 5 Q    | n.v.t.       | n.v.t.       | n.v.t.         | n.v.t.         | 14.45,21       | 9              |
| Gudaf Tsegay      | 10000 m             | n.v.t.     | n.v.t. | n.v.t.       | n.v.t.       | n.v.t.         | n.v.t.         | 30.45,04       | 6              |
| Medina Eisa       | 5000 m              | 15.00,82   | 2 Q    | n.v.t.       | n.v.t.       | n.v.t.         | n.v.t.         | 14.35,43       | 7              |
| Ejigayehu Taye    | 5000 m              | 14.57,97   | 6 Q    | n.v.t.       | n.v.t.       | n.v.t.         | n.v.t.         | 14.32,98       | 6              |
| Tsege Gebreselama | 10000 m             | n.v.t.     | n.v.t. | n.v.t.       | n.v.t.       | n.v.t.         | n.v.t.         | 30.54,57       | 10             |
| Fetune Tesfaye    | 10000 m             | n.v.t.     | n.v.t. | n.v.t.       | n.v.t.       | n.v.t.         | n.v.t.         | 30,46,93       | 7              |
| Sembo Almayew     | 3000 m steeplechase | 9.15,42    | 2 Q    | n.v.t.       | n.v.t.       | n.v.t.         | n.v.t.         | 9.00,83        | 5              |
| Lomi Muleta       | 3000 m steeplechase | 9.10,73 PB | 5 Q    | n.v.t.       | n.v.t.       | n.v.t.         | n.v.t.         | 9.06,07        | 8              |
| Alemu Megertu     | marathon            | n.v.t.     | n.v.t. | n.v.t.       | n.v.t.       | n.v.t.         | n.v.t.         | DNF            | DNF            |
| Tigist Assefa     | marathon            | n.v.t.     | n.v.t. | n.v.t.       | n.v.t.       | n.v.t.         | n.v.t.         | 2.22.58        | Zilver         |
| Amane Beriso      | marathon            | n.v.t.     | n.v.t. | n.v.t.       | n.v.t.       | n.v.t.         | n.v.t.         | 2.23.57        | 5              |

### Zwemmen
Vrouwen
| atleet              | onderdeel       | series | series | halve finale   | halve finale   | finale         | finale         |
| atleet              | onderdeel       | tijd   | rang   | tijd           | rang           | tijd           | rang           |
| ------------------- | --------------- | ------ | ------ | -------------- | -------------- | -------------- | -------------- |
| Lina Alemayehu Selo | 50 m vrije slag | 31,87  | 68     | niet geplaatst | niet geplaatst | niet geplaatst | niet geplaatst |